# Vietnamesen
Die Vietnamesen (auch Kinh, vietn. người Việt oder người Kinh) sind eine Ethnie in Südostasien. Als Stammvölker gelten die Âu Việt aus  Südchina und die Lạc Việt aus dem heutigen nördlichen Vietnam, die besonders mit der Dong-Son-Kultur in Verbindung gebracht werden. 
Obwohl die Vietnamesen überwiegend in Südostasien leben, sind sie als eine ehemalige Provinz von China (Beginn der Östliche Han-Dynastie bis hin zur Zeit der Fünf Dynastien und Zehn Reiche) Ostasien und vor allem den Südchinesen kulturell näher als den Südostasiaten. Laut Volkszählung von 1999 sind 86 Prozent der Bevölkerung Vietnams Kinh-Vietnamesen. In der Volksrepublik China werden sie Gin (chinesisch 京族, Pinyin Jīngzú – „Gin-Volk"“) genannt. Da das Zeichen 京, Pinyin jīng, südchinesisch king (Vgl. dt. Nanking und Peking), normalerweise Hauptstadt bedeutet, ist es hier als phonetische Wiedergabe der vietnamesischen Eigenbezeichnung Kinh anzusehen.

## Verbreitung
Ausgehend von Nordvietnam und Südchina eroberten die Vietnamesen große Teile des ehemaligen Champa-Königreiches und des Khmer-Reiches im heutigen Südvietnam. Sie sind die größte Bevölkerungsgruppe in den meisten Provinzen Vietnams und machen einen nennenswerten Anteil der Bevölkerung Kambodschas aus. Unter den Roten Khmer wurden 2 Millionen Kambodschaner ermordet. Viele Überlebende flohen nach Vietnam.
Im 16. Jahrhundert wanderten einige Vietnamesen nach China aus. Sie sprechen immer noch Vietnamesisch, sind aber stärker sinisiert als die Einwohner Vietnams. Sie bewohnen vor allem das Autonome Gebiet Guangxi der Zhuang und dessen Umgebung.
Spätestens seit dem Ende des Ersten Weltkrieges gab es Vietnamesen, die in Frankreich lebten und studierten. Als die Franzosen sich 1954 aus Vietnam zurückzogen, emigrierten einige Vietnamesen nach Frankreich. 
Nach dem Ende des Vietnamkrieges gab es durch die Boatpeople, die vor dem kommunistischen Regime geflohen sind, erneut Auswanderungswellen. Viele Vietnamesen fanden in Nordamerika, Westeuropa (vor allem in der ehemaligen Kolonialmacht Frankreich) und Australien ein neues Zuhause. Allerdings haben auch einige Vietnamesen als Vertragsarbeiter in den ehemaligen RGW-Staaten gearbeitet (vor allem in der damaligen Sowjetunion, Polen, Tschechoslowakei und in der DDR) und leben auch heute noch dort bzw. in den jeweiligen Nachfolgestaaten.